# Fritillaria involucrata

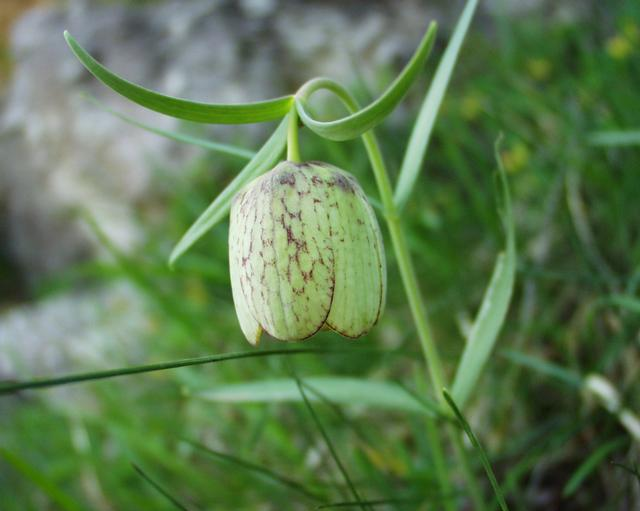

Fritillaria involucrata là một loài thực vật có hoa trong họ Liliaceae. Loài này được All. miêu tả khoa học đầu tiên năm 1789.